# Stary Borek (przystanek kolejowy)
Stary Borek – przystanek kolejowy w Starym Borku, w województwie zachodniopomorskim, w Polsce. 

## Ruch pasażerski
| Rok  | Wymiana pasażerska na dobę |
| ---- | -------------------------- |
| 2017 | 0-9                        |
| 2022 | 10-19                      |

## Połączenia
- Kołobrzeg
- Szczecin
- Gryfice
- Trzebiatów
- Płoty
- Goleniów
- Nowogard

## Stan obecny

### Część obsługi pasażerów
Budynek stacyjny składa się z części mieszkalnej dla obsługi stacji oraz poczekalni wraz z pomieszczeniem na kasy i magazynem. Poczekalnia mieści się w prawym skrzydle budynku. W lewym skrzydle znajduje się magazyn.

### Część mieszkalna
Część mieszkalna znajduje się za poczekalnią i pomieszczeniem kasowym. Na parterze są trzy duże pomieszczenia. Na piętrze mieszczą się dwa duże pomieszczenia.